# شیخلر، خیزی
شیخلر (به ترکی آذربایجانی: Şıxlar) یک منطقه مسکونی در جمهوری آذربایجان است که در شهرستان خیزی واقع شده است.